# Шартаново (Вологодская область)
Шартаново — деревня в Кичменгско-Городецком районе Вологодской области.
Входит в состав Кичменгского сельского поселения, с точки зрения административно-территориального деления — в Кичменгский сельсовет.
Расстояние по автодороге до районного центра Кичменгского Городка составляет 5 км, до центра муниципального образования Кичменгского Городка — 5 км. Ближайшие населённые пункты — Помеловка, Ананино, Коряково.
Население по данным переписи 2002 года — 123 человека (58 мужчин, 65 женщин). Преобладающая национальность — русские (99 %).